# Toxorhina infumata
Toxorhina infumata är en tvåvingeart som beskrevs av Edwards 1928. Toxorhina infumata ingår i släktet Toxorhina och familjen småharkrankar. Inga underarter finns listade i Catalogue of Life.